# Kerekszenttamás
Kerekszenttamás Zámoly település közelében fekvő középkori település volt. Napjainkban létére csak írásos források és a 12. századból fennmaradt körtemploma emlékeztetnek.

## Elhelyezkedése
Kerekszenttamás Zámolytól északi irányban fekszik Gánt felé a műút nyugati oldalán.

## Története
A falut 1321-ben említik először, amikor is a Csák nemzetség tulajdonában állt. A 15. század elején Csókakő, 1453 és 1461 között pedig a Vitányvár tulajdonában állt. Az 1500-as évek közepe óta elhagyatott település. 1962-ben régészeti feltárásokat végzett itt Molnár Vera művészettörténész (1940–1979), aki feltárta, hogy a rotunda belül több, mint 6,5 méter átmérőjű és déli oldalról nyitott épület volt. Északkeleti részén a falba mélyedő bevágás feltehetően szentségtartó funkcióval bírt.
A körtemplom falait dolomitból építették, melyet a környéken bányásztak. A köveket mészhabarccsal rögzítették, amely rendkívül erős, időjárásálló kötést biztosított az épületnek. Falai napjainkban is mintegy négy-öt méter magasra meredeznek az ég felé.